# Теніс на літніх Олімпійських іграх 2000
Змагання з тенісу у програмі літніх Олімпійських ігор 2000 пройшли на кортах Тенісного центру Нового Південного Уельсу у вересні 2000 року. Змагання проводилися під егідою МОК та Міжнародної тенісної федерації (ITF) і входили до турів ATP та WTA.

## Підсумки

### Таблиця медалей
| Місце | Країна           | Золото | Срібло | Бронза | Загалом |
| ----- | ---------------- | ------ | ------ | ------ | ------- |
| 1     | США (USA)        | 2      | 0      | 1      | 3       |
| 2     | Росія (RUS)      | 1      | 1      | 0      | 2       |
| 3     | Канада (CAN)     | 1      | 0      | 0      | 1       |
| 4     | Австралія (AUS)  | 0      | 1      | 0      | 1       |
| 4     | Німеччина (GER)  | 0      | 1      | 0      | 1       |
| 4     | Нідерланди (NED) | 0      | 1      | 0      | 1       |
| 7     | Бельгія (BEL)    | 0      | 0      | 1      | 1       |
| 7     | Франція (FRA)    | 0      | 0      | 1      | 1       |
| 7     | Іспанія (ESP)    | 0      | 0      | 1      | 1       |

### Медалісти
| Event                      | Золото                                  | Срібло                                      | Бронза                                    |
| -------------------------- | --------------------------------------- | ------------------------------------------- | ----------------------------------------- |
| Чоловіки. Одиночний розряд | Євген Кафельніков · Росія               | Томмі Гас · Німеччина                       | Арно Ді Паскуале · Франція                |
| Чоловіки. Парний розряд    | Себастьян Ларо · Деніел Нестор · Канада | Тодд Вудбрідж · Марк Вудфорд · Австралія    | Алекс Корретха · Альберт Коста · Іспанія  |
| Жінки. Одиночний розряд    | Вінус Вільямс · США                     | Олена Дементьєва · Росія                    | Моніка Селеш · США                        |
| Жінки. Парний розряд       | Вінус Вільямс · Серена Вільямс · США    | Крісті Богерт · Міріам Ореманс · Нідерланди | Ельс Калленс · Домінік Ван Рост · Бельгія |